# Estação Jardim Nova Marília
Jardim Nova Marília é uma estação de trem do Rio de Janeiro, localizado no bairro Jardim Nova Marília no municipio de Magé, perto da rodovia Estrada Magé - Santo Aleixo.
PLAT.1- Sentido Guapimirim e Saracuruna.